# 行政院消費者保護會
行政院消費者保護會，簡稱消保會，於1994年7月1日成立，2012年前曾為中華民國行政院部會「行政院消費者保護委員會」。期間專責政策之研訂、審議及協調推動、《消費者保護法》之解釋及研修、重大消費事件之協調處理等消費者權益保護事項。

## 歷史
- 1994年1月11日，行政院成立行政院消費者保護委員會，另在全國各縣市政府設置消費者服務中心、消費者保護官及消費爭議調解委員會。
- 2000年，行政院開始推動的行政院組織改造修法過程中，或有將行政院消費者保護委員會與行政院公平交易委員會合併，或有併入經濟部，或併入行政院院本部之議。
- 2010年1月12日，立法院三讀通過《行政院組織法修正草案》，行政院消費者保護委員會拆為兩單位；2月3日總統令公布實施。
- 2012年1月1日，行政院消費者保護委員會改制，由「行政院消費者保護處」承接其業務，辦公室從臺北市士林區基河路12號（基河大樓）遷回行政院中央大樓，原委員會議依據《行政院處務規程》第27條改為任務編組「行政院消費者保護會」。行政院消費者保護委員會會徽由行政院消費者保護會繼續使用。行政院消費者保護會之幕僚作業由行政院消費者保護處辦理。

## 歷任首長
行政院消費者保護委員會為首長制，主任委員由行政院副院長兼任；行政院消費者保護會改成委員會制，召集人由行政院副院長兼任。
主任委員
| 任別 | 姓名   | 就職時間       | 卸任時間       |
| ---- | ------ | -------------- | -------------- |
| 1    | 徐立德 | 1993年2月27日  | 1997年9月1日   |
| 2    | 章孝嚴 | 1997年9月1日   | 1997年12月11日 |
| 3    | 劉兆玄 | 1997年12月11日 | 2000年5月20日  |
| 4    | 游錫堃 | 2000年5月20日  | 2000年7月27日  |
| 5    | 張俊雄 | 2000年7月27日  | 2000年10月6日  |
| 6    | 賴英照 | 2000年10月6日  | 2002年2月1日   |
| 7    | 林信義 | 2002年2月1日   | 2004年5月20日  |
| 8    | 葉菊蘭 | 2004年5月20日  | 2005年2月1日   |
| 9    | 吳榮義 | 2005年2月1日   | 2006年1月25日  |
| 10   | 蔡英文 | 2006年1月25日  | 2007年5月21日  |
| 11   | 邱義仁 | 2007年5月21日  | 2008年5月6日   |
| 代理 | 張俊雄 | 2008年5月6日   | 2008年5月20日  |
| 12   | 邱正雄 | 2008年5月20日  | 2009年9月10日  |
| 13   | 朱立倫 | 2009年9月10日  | 2010年5月17日  |
| 14   | 陳冲   | 2010年5月17日  | 2011年12月31日 |

召集人
| 任別 | 姓名   | 就職時間       | 卸任時間      |
| ---- | ------ | -------------- | ------------- |
| 1    | 陳冲   | 2011年12月31日 | 2012年2月6日  |
| 2    | 江宜樺 | 2012年2月6日   | 2013年2月17日 |
| 3    | 毛治國 | 2013年2月18日  | 2014年12月8日 |
| 4    | 張善政 | 2014年12月8日  | 2016年1月31日 |
| 5    | 杜紫軍 | 2016年2月1日   | 2016年5月20日 |
| 6    | 林錫耀 | 2016年5月20日  | 2017年9月8日  |
| 7    | 施俊吉 | 2017年9月8日   | 2019年1月14日 |
| 8    | 陳其邁 | 2019年1月14日  | 2020年6月19日 |
| 9    | 沈榮津 | 2020年6月19日  | 2023年1月31日 |
| 10   | 鄭文燦 | 2023年1月31日  | 2024年5月19日 |
| 11   | 鄭麗君 | 2024年5月20日  | 現任          |

## 外部連結
- 官方网站